# 맥노튼 규칙
맥노튼 규칙은 영미형사법의 정신이상 항변에서 정신이상을 판정하는 기준이므로 생물학적인 요소와 심리학적인 요소인 인식능력을 기초로 한다.
므나튼 규칙(“맥노튼”으로, 발음되고 때로 철자로 쓰임)은 정신 장애 변호가 있을 때 형사 사건 1840년대 평결 지침의 일정한 수정본이다: “모든 사람은 정신 장애를 가지지 않는다고 가정되고, ... 정신 장애에 대한 변호를 하기 위해서, 행동을 범하는 시점에, 피고측이 마음의 병으로, 그런 사고의 오류로 행위를 하고 있었음이 명확히 증명되어야 하는데, 그가 하고 있었던 행위의 천성과 자질을 알지 못 하면서; 혹은 그가 그것을 알고 있었다면, 그가 잘못된 것을 하고 있음을 그가 몰랐다고 말이다.”
‘므나튼의 사건’, 1843년 C & F 10번 200쪽으로 명명된 규칙들은 범죄 책임에 대한 표준적 기준이어왔는데 그 이후의 보통법 심판에서, 일부 조금의 조정을 거쳐서 정신적으로 장애를 가진 피고인과 관련해서 말이다. 
규칙에 의해 정해진 기준이 충족될 때, 피고인은 “정신 장애의 이유로 무죄” 혹은 “유죄지만 정신 장애”로 판단될 수도 있고 판결은 의무적인 혹은 정해진(하지만 보통 정해지지 않은) 기간의 치료일 수도 있는데 안전한 병원 시설에서, 혹은 아니면 법원의 재량(나라에 그리고 기소된 범죄에 따라서)으로, 사법 처리 대신에 말이다.
정신장애 변호는 다음과 같은 나라들에서 알려져 있는데 그것은 오스트레일리아, 캐나다, 잉글랜드와 웨일즈, 홍콩, 인도, 아일랜드 공화국, 뉴질랜드, 노르웨이 그리고 아이다호, 캔자스, 몬타나, 유타, 그리고 버몬트를 제외한 대부분의 미국이지만 모든 이 사법체계들이 여전히 므나텐 규칙을 사용하지는 않는다.

## 내용
범죄실행 당시 피고인은 정신적 질병으로 인하여 생긴 이성의 결함으로 고통으로 신음하느라 자신의 행위의 본질을 이해하지 못하거나, 그것을 말았다고 하더라도 자신의 행위가 잘못이라는 것을 알지 못하는 것이 명백하게 입증되어야 한다..— 맥노튼 사건

## 같이 보기
- 심신장애